# Montserrat Boix
Pour les articles homonymes, voir Montserrat, Boix et Piqué.
Montserrat Boix Piqué, née le 26 janvier 1960 à Polinyà (province de Barcelone), est une professeure et journaliste catalane, considérée comme l'une des plus influentes de l'Espagne. Au début des années 2000 elle crée et développe les concepts de cyberféminisme social, et d'hacktivisme féministe. Elle travaille également sur la violence de genre et la communication. Elle défend également le droit à la communication et les droits de citoyenneté pour les femmes. Depuis 1986 elle est journaliste au service d'information internationale de la chaîne TVE.

## Biographie et parcours
Montserrat Boix est diplômée en Sciences de l'Information à l'Université Autonome de Bellaterra (Barcelone).
Elle commence sa carrière professionnelle dans les années 1980, dans les bureaux de Radio Miramar (aujourd'hui COPE Miramar) à Barcelone. Elle poursuit en travaillant pour différentes radios comme Cadena COPE, puis pour la chaîne de télévision catalane TV3. En 1986 elle est intégrée aux services d'information de la télévision espagnole, où elle se spécialise dans la politique extérieure et dans les problématiques liées au monde arabe, au Maghreb, au Sahel, aux mouvements islamiques, au terrorisme djihadiste. Dans les années 1990, elle est envoyée spéciale en Algérie, où elle couvre l'information sur les tueries du Groupe Islamique armé (GIA) et la guerre civile, mais également dans des camps de réfugiés Sahraouis, au Maroc, en Égypte, en Afghanistan, au Guatemala et au Bangladesh
Montserrat Boix est aussi professeure d'université (Université Internationale d'Andalousie, Université du Pays basque) et donne des cours sur l'égalité, les technologies, la communication et le développement, thèmes étudiés via la perspective du genre. Ses recherches se centrent sur les technologies comme outil vers un nouveau journalisme plus direct, global et démocratisé.  Ses travaux sont étudiés de manière transversale avec la perspective du genre. Son travail menant vers un journalisme plus égalitaire a été récompensé par de nombreux prix,.
En 1996, elle crée le journal féministe en ligne Mujeres en Red qui a pour but la défense des droits humains et la lutte contre les inégalités entre femmes et hommes dans la société,.

## Cyberféminisme social
En 2002, elle publie Los géneros de la red: los ciberfeminismos (Les genres du réseau : les cyberféminismes) avec la philosophe féministe Ana de Miguel dans le livre The role of humanity in the information age. A Latin Perspective édité par l'Université du Chili. C'est la première fois qu’apparaît le concept de « cyberféminisme social ».
D'après Cecilia Castaño, économiste espagnole, « Montserrat Boix fait une distinction entre le cyberféminisme radical, le cyberféminisme conservateur et celui qu’elle a baptisé cyberféminisme social, qu’elle considère comme associé à différentes organisations, réseaux et mouvements sociaux qui ont incorporé les TIC comme des canaux de communication avec une tradition de la pensée et de l’action antérieure à l’apparition des réseaux sur Internet, où des groupes traditionnellement marginaux réclament désormais de nouveaux espaces politiques » . En novembre 2006, dans la dixième édition de la revue Labrys, Montserrat Boix créé le concept d'hacktivisme féministe dans son texte Hackeando el patriarcado: La lucha contra la violencia hacia las mujeres como nexo. Filosofía y práctica de Mujeres en Red desde el ciberfeminismo social.

## Prix et reconnaissances
Montserrat Boix a reçu de nombreux prix pour son travail et son engagement pour les droits humains et l'égalité.
- 2000 - Prix AMECO de Communication[15] ;
- 2001 - La Prix Rosa Manzano, attribué par le Secrétariat d'Égalité du PSOE[16] ;
- 2005 - Prix de Reconnaissance du travail journalistique le plus notable dans l'éradication de la violence de genre, attribué par l'Observatoire contre la violence domestique au Conseil général du pouvoir judiciaire ;
- 2009 - Prix Nicolás Salmerón des droits humains pour son effort et sa persévérance dans le projet Mujeres en Red, un des médias de référence dans la défense des droits des femmes[17] ;
- 2011 - Le VIIe Prix Isonomía contre la violence de genre, à la Fondation Isonomía-Universitat Jaume Ier ;
- 2015 - Prix Comunicación No Sexista,  Asociació De Dones Periodistes de Catalunya ;
- 2016 - fait partie du groupe des 100 femmes les plus influentes d'Espagne[18] ;
- 2016 - 2017 le journal El Mundo l'intègre dans sa liste des 500 femmes plus influentes d'Espagne[19],[20] ;

## Publications
- Manual sobre el uso del ordenador y la Internet. Historia sobre las redes internacionales de mujeres en la Internet dans El viaje de las internautas. Una perspectiva de género en las nuevas tecnologías. (2001) publié par la AMECO (Association Espagnole des Femmes Communicantes)[21] ;
- Sociedad Civil y redes de mujeres en las nuevas tecnologías de la comunicación (2002)[22] ;

- Comunicación, tecnologías de la información y feminismo (2002)[23] ;
- Cuando la violencia doméstica cruza el umbral del espacio público dans “Violencia y Género” Tomo II. (2003) María Teresa López Beltrán, María José Jiménez Tomé, Eva María Gil Benítez (Eds). Asociación de Estudios Históricos sobre la Mujer. Centro de ediciones de la diputación de Málaga.  (ISBN 9788477855293) ;
- Los géneros de la red: los ciberfeminismos dans le livre “The role of humanity in the information age. A Latin Perspective” de Ana de Miguel et Montserrat Boix[24] ;
- Las TIC, un nuevo espacio de intervención en la defensa de los derechos sociales. Las mujeres okupan la red dans le livre “Género, sexo, medios de comunicación. Realidades, estrategias, utopías” coordonné par Natividad Abril. Université du Pays basque.   (ISBN 8487595952)[25] ;
- Comparecencia en el Senado en la Ponencia sobre la erradicación de la violencia doméstica. Comisión Mixta de los Derechos de la Mujer. 2 avril 2001. Conclusiones de la Ponencia[26] ;
- Hacktivismo Feminista (Version Beta-1) (2003). Suburbia[27]. ;
- Hacklabs de lo digital a lo analógico (2003) De Montserrat Boix et Nómada. 2003. Publié dans Mentes Inquietas y Suburbia [28] ;
- Una informática con lenguaje no sexista (2004)[29]
- ¿Y tú, navegas? (Février 2006) ;
- Ciberfeminismo social como experiencia (2006)[30] ;
- Nuevas tecnologías de la Información y la comunicación: creando puentes entre las mujeres. 2006 ;
- Hackear el patriarcado: La lucha contra la violencia hacia las mujeres como nexo. Filosofía y práctica de Mujeres en Red desde el ciberfeminismo social. 2006. Revue Labrys. Monographie sur le féminisme en Espagne, coordonné par Ana de Miguel[31] ;
- Sociedad de la Información y feminismo. Feminismo: herramienta imprescindible para la construcción de la sociedad del conocimiento. Software Libre y Feminismo. 2007[32] ;
- Nuevas tecnologías de la información y la comunicación: creando puentes entre las mujeres. Dans “Nosotras en el país de las comunicaciones” (2007). Silvia Chocarro (coord.). Editorial Icaria[33] ;
- Comunicación: todavía una asignatura pendiente para el feminismo. (2006)  Dans le livre: “Los feminismos como herramientas de cambio social (II) :De la violencia contra las mujeres a la construcción del pensamiento feminista.” Compiladoras Victoria A. Ferrer Pérez et Esperanza Bosch Fiol. Treballs Féministes Nº6. Université des Îles Baléares  (ISBN 8476329598)[34]
- Comunicación y educación para la ciudadanía. Montserrat Boix. Revista Andalucía Educativa. No 62 (Août 2007) ;
- Mujeres en Red, la información es poder. En Dones contra l’Estat. Juncal Caballero y Sonia Reverter eds.  (ISBN 978-84-608-0808-4) Séminaire de recherche féministe. UJC. 2008
- Una docena de argumentos para animarte a hacer un blog. (2012)[35] ;
- Una mirada a la comunicación desde la perspectiva de género y el activismo feminista. (2013)[36] ;
- Prácticas e imágenes deformadas en el discurso mediático dans "Informar con perspectiva de género en Medios de Comunicación e Igualdad, una alianza necesaria" (2014) Conseil audiovisuel d'andalousie[9] ;
- Seguridad versus privacidad, derecho a la resistencia dans Hacia una internet ciudadana. (2015) América Latina en Movimiento. ALAI[37].